# Wattala
Wattala (en cingalés, වත්තල y en tamil, வத்தளை ) es una ciudad de Sri Lanka en el distrito de Gampaha, provincia Occidental.
Suburbio de Colombo, situado en la autopista A3 de la capital a Negombo. En su término se encuentran iglesias, templos budistas, templos hinduistas o mezquitas, hospitales y una importante concentración de escuelas de diferentes grados, no sólo estatales sino también internacionales.
Aunque es un área de mayoría católica, también existe una población considerable de minorías tamil y un porcentaje menor de musulmanes.

## Geografía
Se encuentra a una altitud de 6 m s. n. m. a 10 km de la capital nacional, Colombo, en la zona horaria UTC +5:30.

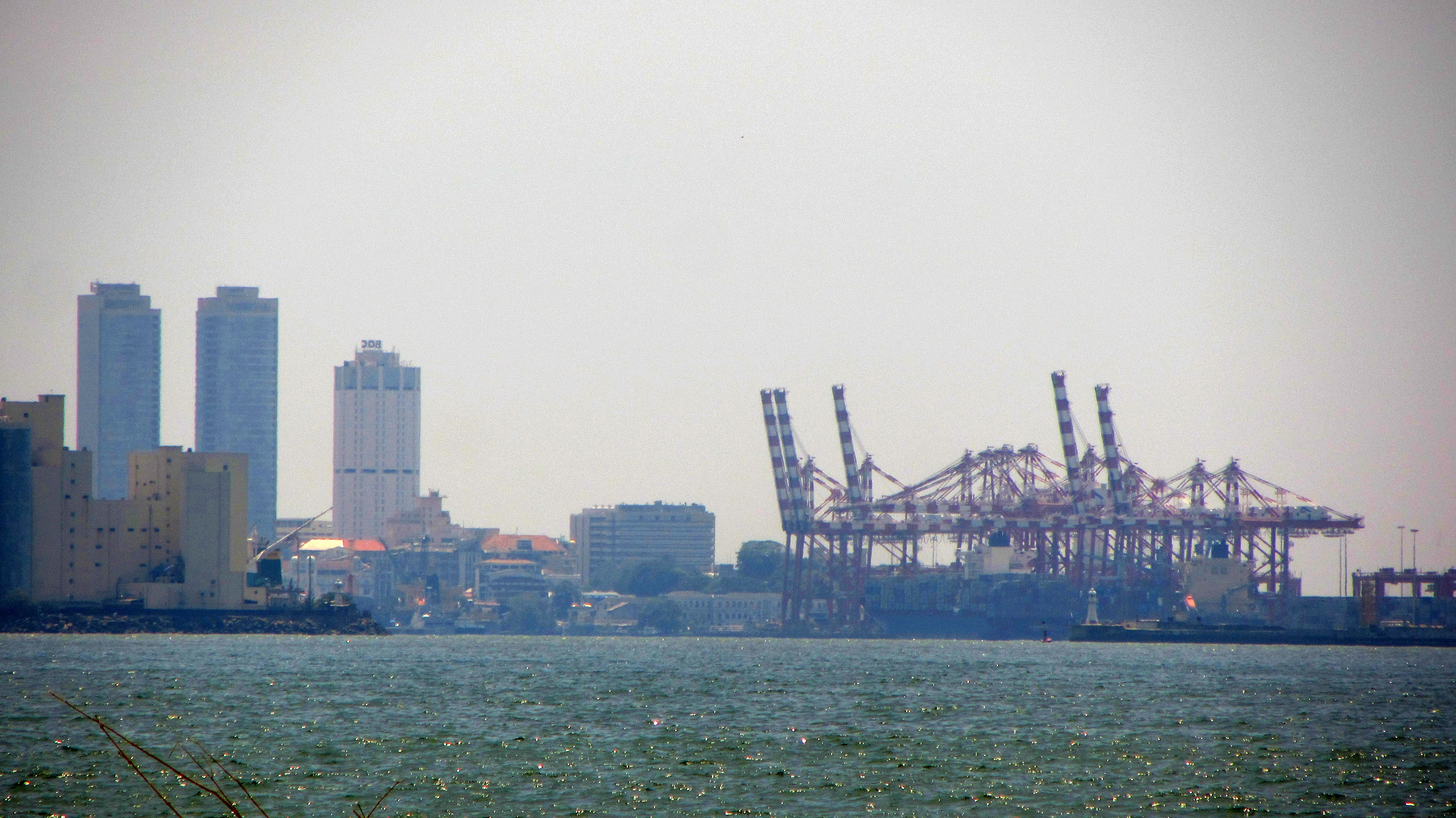
Puerto de Colombo y edificios del World Trade Center y Banco de Ceylon, visto desde Wattala.

## Demografía
Según estimación 2011 contaba con una población de 30 168 habitantes.